# Lisa Frankenstein
Lisa Frankenstein es una película de comedia de terror estadounidense de 2024 dirigida por Zelda Williams en su debut como directora de largometraje, escrita por Diablo Cody y protagonizada por Kathryn Newton, Cole Sprouse, Liza Soberano, Henry Eikenberry, Joe Chrest y Carla Gugino.
Inspirada en la novela de Mary Shelley de 1818 Frankenstein o el moderno Prometeo, la película cuenta la historia de una adolescente gótica incomprendida que reanima un cadáver de la época victoriana y trabaja para convertirlo en el hombre de sus sueños. La película se estrenó el 9 de febrero de 2024.

## Argumento
En 1989, Lisa Swallows es una adolescente solitaria que todavía lucha por aceptar la pérdida de su madre, que fue asesinada dos años antes. El padre de Lisa, Dale, se vuelve a casar con una mujer horrible y narcisista llamada Janet. Del nuevo matrimonio, Lisa obtiene una hermanastra alegre y popular, Taffy. Lisa pasa gran parte de su tiempo en el cementerio local Bachelor's Grove, para disgusto de su familia.
Después de una desafortunada electrocución en una cama solar, Lisa se dirige a una fiesta con Taffy. Luego, ella se droga accidentalmente y agredida sexualmente por un compañero de clase, Doug. Lisa, desorientada y molesta, regresa al cementerio y habla con la tumba de un joven victoriano que murió en 1837, expresando su deseo de estar con él (refiriéndose a que quiere estar muerta). El joven había sido un músico que se había enamorado de una mujer de su época, antes de que ella lo abandonara por otro hombre. Murió poco después de ser alcanzado por un rayo, por lo que fue enterrado en el cementerio de solteros. Un rayo verde cae sobre la tumba después de que Lisa se va, y el joven (conocido como "(La Criatura" en los créditos de la película) vuelve a la vida como un zombi enamorado.
Janet reprende a Lisa por romper un espejo antes. Mientras Lisa está sola en casa, la Criatura irrumpe en la casa. A pesar de estar inicialmente aterrorizada, Lisa se da cuenta de que él es el joven cuya tumba adora y decide esconder a la Criatura en el armario de su dormitorio. La Criatura está muda, le faltan varias partes del cuerpo y está cubierta de tierra y escombros, atributos todos de los que se avergüenza profundamente.
Después del robo, Lisa afirma que un ladrón entró para explicar el desastre causado por la Criatura, pero Janet afirma que lo está inventando para llamar la atención y molestar a Dale, insistiendo en que Lisa está "loca" o "desconsiderada". Después de que la Criatura deja un gusano en la comida de Janet, regaña a Lisa y amenaza con enviarla a un asilo. La Criatura mata a Janet, cortándole la oreja izquierda, que Lisa le cose en la cabeza. Antes, ambos arrojan el cuerpo de Janet al cementerio. Lisa descubre que, mediante la electrocución, partes del cuerpo pueden volverse una con él. Luego usa la cama de bronceado de Taffy para ponérsela en la oreja. Más tarde, Lisa atrae a Doug al cementerio para que la Criatura pueda cortarle la mano derecha a Doug. Doug, aterrorizado, intenta huir, pero la Criatura lo mata y esconde su cuerpo con el de Janet. Con estos nuevos apegos, la Criatura comienza a parecerse más a su antiguo yo y él y Lisa comienzan a vincularse aún más.
La policía comienza a investigar las desapariciones de Janet y Doug. Taffy está de mal humor por la desaparición de su madre mientras Lisa no se inmuta. Lisa evita por poco ser implicada antes de ir a la casa de la persona que le gusta, Michael, y decide perder su virginidad con él. Ella lo encuentra en la cama con Taffy, a pesar de que este último es consciente del interés de Lisa en él, y queda devastada. Luego, la Criatura entra, cortando el pene de Michael, provocando que muera desangrado. El se prepara para atacar a Taffy, pero Lisa interviene. Luego él conduce hasta el cementerio y Lisa, con Taffy traumatizada a cuestas, la sigue. Antes de que Lisa persiga a la Criatura para matarlo, le da a Taffy el rosario de su difunta madre como muestra de su amabilidad y simpatía.
Lisa se enfrenta a la Criatura, quien admite que la ama. Ellos abandonan el cementerio tras arrojar a un policía a una tumba abierta. Lisa conecta el pene de Michael a la Criatura para que puedan tener relaciones sexuales. Con la policía centrándose en ella y ahora abrazando plenamente la muerte, Lisa convence a la Criatura de electrocutarla en la cama de bronceado encendiendo la configuración más alta de la cama de bronceado. La Criatura hace lo que le pide, provocando que Lisa muera quemada.
Algún tiempo después, Dale y Taffy visitan las tumbas de Lisa y Janet. La Criatura, ahora completamente viva y capaz de hablar, se sienta en un banco del parque y le lee To Mary de Percy Shelley a una Lisa resucitada y vendada mientras yace en su regazo.

## Reparto
- Kathryn Newton como Lisa Swallows, una niña solitaria que aún se recupera del asesinato con hacha de su madre.
- Cole Sprouse como la Criatura, un hombre de la época victoriana que resucita de su tumba por un rayo.
- Liza Soberano como Taffy, la brillante pero ligeramente inconsciente hermanastra de Lisa.[2]
- Henry Eikenberry como Michael Trent, el amor platónico de Lisa.
- Joe Chrest como Dale Swallows, el padre de Lisa y el padrastro de Taffy.
- Carla Gugino como Janet Swallows, la madrastra de Lisa y madre de Taffy.
- Jenna Davis como Lori, la mejor amiga de Taffy.
- Bryce Romero como Doug, el compañero de laboratorio de Lisa.

## Producción
Diablo Cody escribió el guion de Lisa Frankenstein y anunció que produciría la película con su colaborador Mason Novick en junio de 2022. Zelda Williams hace su debut como directora de la película protagonizada por Kathryn Newton y Cole Sprouse. En agosto de 2022 también se dieron a conocer más anuncios de casting de Liza Soberano, Carla Gugino, Joe Chrest y Henry Eikenberry, aproximadamente en el momento en que la producción comenzó a filmarse en Nueva Orleans, que se esperaba que durara hasta septiembre.

## Estreno

### Cines
Lisa Frankenstein fue estrenada el 9 de febrero de 2024 en los Estados Unidos por Focus Features. Tuvo un preestreno el 5 de febrero en Los Ángeles.

### Medios domésticos
Lisa Frankenstein se estrenó en plataformas de video bajo demanda en los Estados Unidos el 27 de febrero de 2024.

## Banda sonora
La cantante estadounidense JoJo cantó una versión del sencillo de REO Speedwagon, Can't Fight This Feeling, para la banda sonora. La canción fue lanzada como sencillo el 9 de febrero de 2024. El día anterior se lanzó un video musical, intercalando clips de la película y a JoJo interpretando la canción en un estudio de grabación.

## Recepción

### Taquilla
En Estados Unidos y Canadá, se proyectaba que Lisa Frankenstein recaudara entre 4 y 6 millones de dólares en 3144 salas en su fin de semana de estreno. La película recaudó 1,7 millones de dólares en su primer día, incluidos 700.000 dólares recaudados en los preestrenos del jueves por la noche. Debutó recaudando 3,8 millones de dólares y quedó en segundo lugar, detrás del remanente Argylle. En su segundo fin de semana, la película recaudó 2,1 millones de dólares, cayendo al noveno lugar.

### Respuesta de la crítica
En el sitio web agregador de reseñas Rotten Tomatoes, el 52% de las 204 reseñas de los críticos son positivas, con una calificación promedio de 5,6/10. El consenso del sitio web dice: "Un afectuoso recuerdo de las comedias de terror clásicas de los años 80, Lisa Frankenstein puede ser divertida por sí misma, a pesar de no estar a la altura de las películas que imita". Metacritic, que utiliza un promedio ponderado, asignó a la película una puntuación de 47 sobre 100, basada en 43 críticos, lo que indica críticas "mixtas o promedio". El público encuestado por CinemaScore le dio a la película una calificación promedio de "B" en una escala de A+ a F.
Richard Roeper, del Chicago Sun-Times, le dio a la película dos de cuatro estrellas, escribiendo que "sufre del síndrome de género mixto y salta de la parodia de terror a la historia de un superviviente de un trauma, a la pura exageración y a la comedia de instituto, sin encontrar nunca su equilibrio". Owen Gleiberman, de Variety, describió la película como derivada y "ni aterradora ni divertida", llamándola "un batido de comedia de terror hecho principalmente de fruta antigua y mohosa".  Benjamin Lee, The Guardian, le dio a la película dos de cinco estrellas, criticando su ritmo y guion, y escribiendo que "la película se siente un poco atrapada entre dos mundos, una comedia de pijamas para adolescentes al borde del horror corporal total". David Ehrlich IndieWire le dio a la película una calificación de "C", elogiando las actuaciones de Newton y Sprouse, pero lamentando que, "Las escenas no tienen forma, el mundo parece a medio construir y la realidad que supuestamente los mantiene unidos es demasiado errática para que Williams establezca algún tipo de base emocional". Robbie Collin de The Telegraph le otorgó a la película dos estrellas de cinco, escribiendo que está "obstaculizada por su obsesión con los clásicos de culto de los 80".
Valerie Complex de Deadline Hollywood elogió la estética visual de la película y las actuaciones de Newton y Soberano, pero criticó su ritmo: "[La] inconsistencia en el ritmo, aunque refleja la ambición de la película de mezclar géneros y tonos, podría restarle cohesión a la narrativa". Meagan Navarro de Bloody Disgusting caracterizó el romance central de la película como subdesarrollado, pero elogió la actuación de Newton, así como el diseño de producción y el humor de la película, calificándola de "una comedia oscura linda, peculiar, inconexa e inofensiva que está menos interesada en la narración fluida que en defender a los adolescentes raros y marginados a través de una vibra de los años 80". Alissa Wilkinson The New York Times también elogió el diseño de producción y concluyó: "Breve, agradable y divertida de ver, la película no está interesada en nada más que en el amor y ser comprendida, y de esa manera es un gran regreso a los romances adolescentes de una era anterior".